# Elwick (Northumberland)
Elwick – osada w Anglii, w hrabstwie Northumberland. W 1951 osada liczyła 29 mieszkańców.